# Shimon
Shimon cujo nome verdadeiro é Simon Alcoby, é um DJ britânico de drum and bass e fundador da gravadora Audio Porn Records. Shimon faz parte, juntamente com Andy C e Ant Miles, do trio Ram Trilogy.

## Carreira
Shimon vem produzindo desde 1992, contribuindo, em grande parte com a Ram Records e produziu faixas clássicas como "The Predator", "Hush Hush" e "The Shadow Knows".
Em 2007, Shimon lançou sua própria gravadora, a Audio Porn Records.

## Discografia Selecionada
- Ram Raiders - The Mix - (Ram Records) - 24 de Julho de 2004
- Shimon - (ATM Magazine) - 2004
- The Shadow Knows EP - (Ram Records) - 2006
- Shimon Presents Audioporn - (Knowledge Magazine) - Janeiro de 2008